# Ezechias Levin von Arentskiold
Ezechias Levin von Arentskiold (ved dåben: Arentzen) (8. oktober 1682 på Kronborg – 3. august 1744 i Rendsborg) var en dansk officer.
E.L. Arentzen var søn af proviant- og ammunitionsforvalter Jacob Arentzen og hustru Johanne Surean. 1703 blev han fyrværker, 1705 fik han rejsetilladelse til udlandet for at deltage i de allieredes felttog. Om efteråret traf han sammen med greven af Laurwigen og fulgte med denne til Frankrig. Han fik da ansættelse i det franske artilleri, hvor han tjente i 5 år, og blev i 1707 titulær provincialkommissær. Han kaldte sig stadig d'Arentzen. 1710, da krigen antoges at nærme sig sin slutning, søgte han om at få ansættelse hjemme og blev i 1711 med oberstløjtnants karakter ansat som chef for Fyrværkerkompagniet i Holsten. 1712 fik han kompagni; var med i felttoget, udmærkede sig ved Stralsunds og Wismars erobring. 1714 blev han adlet med navnet Arentschiold. 1716 blev han chef for Holstenske Artillerikorps. 1727 lod kongen ham stille for en inkvisitionskommission. Han blev overbevist om at have taget imod foræringer af de folk, som blev ansatte i civil-militære bestillinger. Dommen lød derfor på tab af charge og ejendomskonfiskation, men kongen formildede dog dommen til 4 ugers arrest.
Han blev 1731 brigader, samme år generalmajor, 1737 Ridder af Dannebrog, 1739 generalløjtnant. Rendsborg Tøjhus blev udvidet under ham, og hans navn står endnu over porten med årstal 1740. Da der i 1743 var udsigt til krig med Sverige, fik han overkommandoen både over det danske og det holstenske Artillerikorps. Han døde pludselig 3. august 1744 ved et middagsselskab på sin gård uden for Rendsborg og blev begravet i familiebegravelsen i Skt. Olafs Kirke i Helsingør. Han var en tapper og dygtig officer, nærmest hvad man ville kalde en hugzu, dog med interesser og kundskaber; han kom nogle gange i forlegenhed, fordi han havde sat sig ud over givne kongelige ordrer og kun fulgt sit eget hoved; han stræbte efter at være en grand seigneur, førte et stort hus, byggede og indrettede sit hus prægtig, men var også i pengeforlegenhed. I Rendsborg sagdes om ham efter hans død: «frolich gelebt, selig gestorben». Han var gift med Anna Barbara von Rheder, der overlevede ham.